# Palasovszky Ödön
Palasovszky Ödön (Budapest, 1899. március 5. – Budapest, 1980. december 18.) költő, a magyar avantgárd mozgalom és az aktivista színjátszás egyik legjelentősebb alakja.

## Élete
A húszas években jelentek meg jelentősebb kötetei: Reorganizáció (1924); Punalua (1926); Karmazsin (1927).
Művészi hitvallásáról az „Új Stáció” című, jelentős botrányt kiváltó, manifesztumban vallott. Később a Horthy-korszak kommunistának bélyegezte és mellőzte. A harmincas évektől kezdve elsősorban színházi művei, rendezései által keltett feltűnést. Nevéhez fűződik a Zöld szamár avantgarde színház létrehozása 1925-ben. Színházi elveiben az aktivizmus, vagyis a lényegre törő színjátszás híve volt. A második világháború után néhány évig még kísérletezett az avantegarde bevezetésével a magyar színházi életbe, de munkássága miatt sorozatos politikai támadások érték. Az ötvenes évek kommunista diktatúrája mellőzni kívánta a „polgári dekadenciának” bélyegzett avantgardot. Így Palasovszky ismét háttérbe szorult és csupán a hatvanas években figyeltek fel újra művészetére.
1977-ben Graves-díjjal tüntették ki. Válogatott versei Opál himnuszok (1977) címen jelentek meg. Élete utolsó évében megírta színháztörténeti szempontból igazán jelentős visszaemlékezését: Lényegretörő színház (1980) címmel.

## Jelentősebb prózai, lírai művei
- Új Stáció (1925)
- Reorganizáció (1924)
- Punalua (1926)
- Karmazsin (1927)
- Opál himnuszok (1977)
- Lényegretörő színház (1980)

## Jelentősebb színházi művei
- Bilincsek, Falak
- A gép hatalmában
- Ödipusz kezei
- Babiloni vásár
- Prometheus
- Zöld Szamár Színház estjei
- Új Föld-estek
- Cikk-cakk estek
- Korszerű szvit
- Ayrus leánya
- Rendkívüli Színpad estjei